# 克伦策
克伦策是德国下萨克森州的一个市镇。总面积71.77平方公里，总人口2305人，其中男性1171人，女性1134人（2011年12月31日），人口密度32人/平方公里。